# Mumbedah River
Der Mumbedah River, manchmal auch Mumbedah Creek genannt, ist ein Fluss im Osten des australischen Bundesstaates New South Wales.
Er entspringt in der Kanangra Range im Zentrum des Kanangra-Boyd-Nationalparks und fließt entlang der Krungle Bungle Range nach Nordosten, wo er in den Jenolan River mündet.
Der gesamte Fluss verläuft im Nationalpark. Sein Tal ist völlig unbesiedelt und nicht durch Straßen oder Wege erschlossen.